# Kinin
Stoffet kinin eller quinin, C20H24N2O2,
er et naturligt, hvidt krystallinsk alkaloid, som udvindes af kinabark eller fremstilles syntetisk. Det blev brugt til behandling af malaria, især før fremkomsten af nyere bekæmpelsesmidler. Kinin helbreder ikke malaria, men dæmper den feber som sygdommen forårsager. Feberanfaldene forårsaget af ubehandlet  malaria kan medføre en høj kropstemperaturer, som kan forårsage hjerneskader. I dag bliver stoffet stort set udelukkende brugt mod natlige lægkramper.
Kinin blev udtrukket af barken på det sydamerikanske cinchona træ, isoleret og navngivet i 1820 af de franske forskere Pierre Joseph Pelletier og Joseph Caventou. Navnet er afledt af det oprindelige indfødte navn for barken af cinchona træet: "Quina" eller "Quina-Quina" som nogenlunde betyder "bark af bark" eller "kristtorn bark". 
Stoffet anvendes som smagsstof i tonicvand. Ifølge traditionen fik den bitre smag i kinindrik mod malaria de engelske kolonialister til at blande den med gin, hvorved den kendte cocktail gin og tonic kom til verden.